# Brammah
Brammah masyw górski w Himalajach na terenie Indii.
Składa się z czterech wierzchołków (z zachodu na wschód):
- Brammah I, 6416 m n.p.m., zdobyty w 1973,
- Flat Top, 6103 m n.p.m., zdobyty w 1980,
- Brammah II, 6485 m n.p.m., zdobyty w 1975,
- Arjuna, 6230 m n.p.m., zdobyty w 1983.

Najwyższym szczytem masywu jest Brammah II – nazwany niezgodnie z praktyką, ponieważ
to Brammah I najbardziej wyróżnia się pod względem wysokości w stosunku do okolicy i był pierwszym celem wspinaczki z całego masywu.